# Halensee

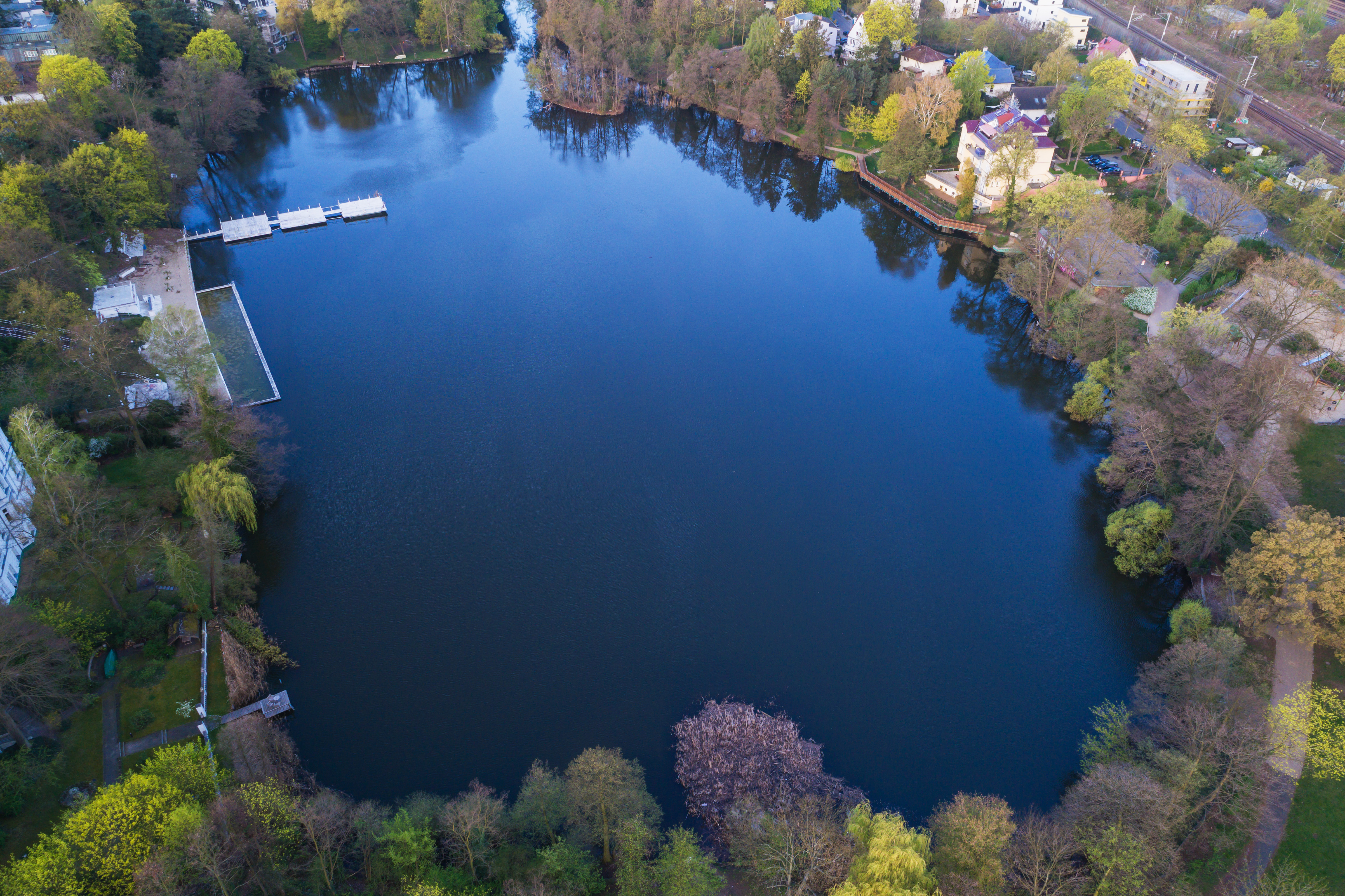
Halensee

Halensee, tidigare även kallad Hohler See, är en sjö i stadsdelen Grunewald i Berlin. Sjön ligger nära Kurfürstendamms västra ände och är omkring 6 hektar stor och upp till 10 meter djup. Den saknar tillflöden i form av vattendrag och får sitt vatten från grundvattnet i området samt dagvatten från de närliggande gatorna.
Sjön har fått ge namn åt pendeltågsstationen Berlin-Halensee och stadsdelen Halensee.

## Historia
Den 4 februari 1887 spelades på sjön Tysklands första ishockeymatch. Akademischer Sport Club Berlin vann med 11-4 mot ett studentlag.
Halensee är bland annat känd för den stora nöjespark, Lunapark, som låg vid den östra stranden och var öppen mellan 1909 och 1933. Den var då Europas största nöjesfält.